# دييغو ميلان
دييغو ميلان (بالإسبانية: Diego Milán)‏ هو دراج إسباني ودومينيكاني، ولد في 10 يوليو 1985 في المنسى في إسبانيا.

## وصلات خارجية
- الموقع الرسمي
- دييغو ميلان على موقع الاتحاد الدولي للدراجات (الإنجليزية)
- دييغو ميلان على موقع أرشيف الدراجات (الإنجليزية)
- دييغو ميلان على موقع إحصائيات الدراجات الإحترافية (الإنجليزية)
- دييغو ميلان على موقع نسبة الدراجات (الإنجليزية)
- دييغو ميلان على موقع CycleBase (الإنجليزية)
- دييغو ميلان على موقع أوليمبيديا (الإنجليزية)